# Bẫy tình yêu
Bẫy tình yêu (Cheese in the trap; tiếng Hàn: 치즈인더트랩) là một  bộ phim truyền hình Hàn Quốc dựa trên webtoon cùng tên trên Naver tiến hành từ năm 2010, với những diễn viên chính Park Hae-jin, Kim Go-eun. Phim gồm 16 tập được phát sóng trên đài tvN vào thứ hai và thứ ba hàng tuần từ ngày 4 tháng 1 năm 2016 đến ngày 1 tháng 3 năm 2016. Phần kết không phải bản gốc từ webtoon vì nó chưa hoàn thành vào thời điểm phim kết thúc.

## Nội dung
Bộ phim nói về mối quan hệ giữa nữ sinh viên đại học Hong Seol (Kim Go-eun) và tiền bối cùng trường Yoo Jung (Park Hae-jin). Hong Seol học giỏi nhưng thường phải làm thêm trong thời gian nghỉ vì gia đình cô ấy khó khăn, trong khi Yoo Jung là một người hoàn hảo với thành tích học tập tốt, gia đình giàu có và nhân cách tốt. Tuy nhiên Yoo Jung lại thể hiện những "mặt tối" với vài người mà anh cho rằng chống lại anh.

## Diễn viên

### Nhân vật chính.
- Park Hae-jin trong vai Yoo Jung

Một sinh viên đại học có vẻ ngoài tốt, nhưng anh có những bí mật chỉ Hong Seol nhận ra. Anh rất tốt với Hong Seol. Anh ngỏ lời hẹn hò và cô ấy đã chấp nhận. Anh thường khiến Seol khó hiểu vì cách anh làm và nghĩ mọi thứ. Mặc dù anh làm mọi thứ như vậy là vì Seol, nhưng anh không muốn làm mọi việc bình thường bằng cãi vã hay xin tha thứ. Anh thường điều khiển mọi người bằng cách nghĩ của mình và cho rằng họ không nên cố giành những gì không thuộc về họ. Yoo Jung, Baek In-ho, và Baek In-ha từng sống chung với nhau. Cha của Jung muốn nhận nuôi Baek In-ho và Baek In-ha, dùng họ để quan sát Jung vì thấy Jung có tính cách  "kì lạ". Điều đó làm Jung bị tổn thương. Anh cảm thấy như bị phản bội. Một lần Yoo Jung đã nghe được suy nghĩ của Baek In-ho về mình khi anh ta nói chuyện với người khác.
- Kim Go-eun trong vai Hong Seol

Một sinh viên đại học thông minh, có cuộc sống vô cùng khó khăn nhưng luôn nỗ lực cho cuộc sống của mình. Cô luôn cố gắng để tìm ra con người thật của Yoo Jung và là người duy nhất có thể hiểu được suy nghĩ của anh.
- Seo Kang-joon trong vai Baek In-ho

Là bạn cũ của Yoo Jung, người luôn tin rằng Yoo Jung phải có trách nhiệm với trận đánh nhau đã làm hư tay của mình, khiến anh phải kết thúc giấc mơ trở thành một nhạc sĩ piano. Anh là bạn với Hong Seol và thường xuyên đối khẩu với cô. Anh ta đặt biệt danh cho Hong Seol là " Lông Chó". Anh gặp khó khăn trong việc bày tỏ tình yêu với Hong Seol.

### Nhân vật phụ

#### Gia đình Baek
- Lee Sung-kyung trong vai Baek In-ha

Chị gái Baek In-ho, ích kỉ, thích tiền và vật chất. Cùng với In-ho, cô ấy cũng là một người bạn thuở nhỏ của Yoo Jung.

#### Gia đình Hong
- Kim Hee-chan trong vai Hong Joon

Là em trai Hong Seol vừa mới trở về Hàn Quốc từ Hoa Kỳ. Cha mẹ thiên vị về phía anh, khiến Seol đôi khi cảm thấy tủi thân. Anh thích Kang Ah-young
- Ahn Gil-kang vai Hong Jin-tak
- Yoon Bok-trong vai Kim Young-hee

#### Đại học Yeon-yi
- Park Min-ji vai Jang Bo-ra

Là người bạn tốt nhất của Hong Seol. Sau này cô thành đôi với Eun-taek.
- Nam Joo-hyuk vai Kwon Eun-taek
- Lee Woo-dong vai Heo Yoon-seob
- Cha Joo young vai Nam Joo-yeon
- Moon Ji-yoon vai Kim Sang-chul
- Yoon Ji-se vai Son Min-soo
- Yoon Ye-joo vai Kang Ah-young
- Ji Yoon-ho vai Oh Young-gon
- Kim Hye-ji vai Lee Da-young
- Oh Hee-jun vai Ha Jae-woo
- Go Hyeon vai Kim Kyung-hwan
- Shin Joo-hwan vai Min Do-hyun
- Hwang-Seok-jeong vai Giáo sư Kang
- Kim Jin-keun vai Giáo sư Han

### Vai diễn khác
- Son Byong-ho vai Yoo Young-soo
- Kim Ki-bang vai Kong Joo-yong

## Danh sách nhạc
Danh sách nhạc phim của Bẫy tình yêu được phát hành với 6 phần.

## Ratings
| Tập        | Ngày phát sóng chính thức | Tỉ suất người xem trung bình | Tỉ suất người xem trung bình |
| Tập        | Ngày phát sóng chính thức | AGB Nielsen                  | TNmS Ratings                 |
| ---------- | ------------------------- | ---------------------------- | ---------------------------- |
| 1          | ngày 4 tháng 1 năm 2016   | 3.6%                         | 2.6%                         |
| 2          | ngày 5 tháng 1 năm 2016   | 4.8%                         | 2.9%                         |
| 3          | ngày 11 tháng 1 năm 2016  | 5.2%                         | 5.8%                         |
| 4          | ngày 12 tháng 1 năm 2016  | 5.7%                         | 5.8%                         |
| 5          | ngày 18 tháng 1 năm 2016  | 6.5%                         | 6.2%                         |
| 6          | ngày 19 tháng 1 năm 2016  | 6.3%                         | 6.6%                         |
| 7          | ngày 25 tháng 1 năm 2016  | 6.0%                         | 7.0%                         |
| 8          | ngày 26 tháng 1 năm 2016  | 6.8%                         | 7.1%                         |
| 9          | ngày 1 tháng 2 năm 2016   | 7.1%                         | 7.2%                         |
| 10         | ngày 2 tháng 2 năm 2016   | 6.6%                         | 7.6%                         |
| 11         | ngày 15 tháng 2 năm 2016  | 5.6%                         | 7.3%                         |
| 12         | ngày 16 tháng 2 năm 2016  | 5.8%                         | 7.2%                         |
| 13         | ngày 22 tháng 2 năm 2016  | 6.2%                         | 6.9%                         |
| 14         | ngày 23 tháng 2 năm 2016  | 6.5%                         | 7.2%                         |
| 15         | ngày 29 tháng 2 năm 2016  | 5.9%                         | 6.4%                         |
| 16         | ngày 1 tháng 3 năm 2016   | 6.9%                         | 7.5%                         |
| Trung bình | Trung bình                | 6.0%                         | 6.3%                         |